# Périgny (Loir-et-Cher)
Périgny é uma comuna francesa na região administrativa do Centro, no departamento de Loir-et-Cher. Estende-se por uma área de 10,41 km². Em 2010 a comuna tinha 184 habitantes (densidade: 17,7 hab./km²).